# Apache (pistola)
L'Apache è un'arma da fuoco, ideata in Belgio o in Francia nell'Ottocento, composta dal tamburo di una rivoltella, il manico a forma di tirapugni e una lama a scatto.

## Storia
L'Apache venne progettata nel 1860 dal belga Louis Dolne; altre fonti vogliono invece che sia nata in Francia nel 1869. Secondo quanto viene riportato in un volume di Popular Mechanics, l'Apache prenderebbe il nome dai malavitosi parigini della Belle Époque, i quali usavano l'arma per la sua capacità di occultamento.
Le Apache vennero vendute perlopiù in Belgio e Francia e ne fu cessata la produzione alla fine degli anni settanta dell'Ottocento.

## Descrizione

Schema che mostra un'Apache ripiegata

Si tratta di una rivoltella, esclusivamente in azione doppia, che dispone di sei colpi in 7 mm Lefacheux con percussione a spillo. Quando il proiettile viene fatto esplodere, dalla camera di sparo passa attraverso un foro ricavato nella parte superiore del telaio sinistro (l'arma non dispone di una canna vera e propria). L'arma integra in sé anche un tirapugni e una lama a scatto da usare nel combattimento corpo a corpo. L'Apache è strutturata in modo tale che possa ripiegarsi su sé stessa e occupare la minor quantità di spazio possibile quando non viene utilizzata o la si vuole nascondere. L'assenza di una canna riduce la portata dell'arma e la sua precisione, rendendola idonea solamente a distanza ravvicinata.

## Accoglienza
L'Apache è stata inserita da Alex Lockie di Business Insider alla prima posizione di una lista dedicata alle peggiori armi da fuoco mai create. Stando alle sue parole, «il tirapugni funziona abbastanza bene, ma il coltello è sottile e fragile all'altezza del cardine. Dal momento che è praticamente privo di canna, il revolver è terribilmente debole e impreciso. Come se non bastasse, a causa dell'assenza della protezione di un grilletto, il suo utilizzatore rischia di sparare senza volerlo.»

## Nella cultura di massa
- L'arma è citata nel romanzo Sherlock Holmes - Il caso del codice bulgaro (2019) di Tim Symonds, dove viene definita "la cosa più pericolosa che uno possa mettersi in tasca".
- Nel film del 2024 Furiosa: A Mad Max Saga, l'omonima protagonista dispone di un'Apache.[11]